# نقدها را بود آیا که عیاری گیرند
نقدها را بود آیا (انگلیسی: Naqdhā rā bovad āyā)، مراد از نقد در شعر ظاهر حال هر كس است‏.

## غزل ۱۸۵
| نقدها را بود آیا که عیاری گیرند      |  | تا همه صومعه داران پی کاری گیرند    |
| مصلحت دید من آن است که یاران همه کار |  | بگذارند و خم طره یاری گیرند         |
| خوش گرفتند حریفان سر زلف ساقی        |  | گر فلکشان بگذارد که قراری گیرند     |
| قوت بازوی پرهیز به خوبان مفروش       |  | که در این خیل حصاری به سواری گیرند  |
| یا رب این بچه ترکان چه دلیرند به خون |  | که به تیر مژه هر لحظه شکاری گیرند   |
| رقص بر شعر تر و ناله نی خوش باشد     |  | خاصه رقصی که در آن دست نگاری گیرند  |
| حافظ ابنای زمان را غم مسکینان نیست   |  | زین میان گر بتوان به که کناری گیرند |

## بیت اول
آیا ممکن است که وضع کار و حال هرکس را تفتیش و تفحص نمایند. تا همه صومعه داران یعنی هر تک تکشان را در حین ارتکاب به عمل زشت بگیرند.

## بیت دوم
آنچه من مصلحت می‌دانم یا مصلحت دیدن من آن است که یاران تمام کارهایشان را ترک نمایند و طره یاری را بگیرند؛ یعنی به یک جانان تعلق پیدا نمایند و کارهای دیگر را ترک کنند.

## بیت سوم
حریفان سر زلف ساقی را خوب گرفته‌اند. اما اگر فلک بگذاردشان؛ یعنی به آنها مجال دهد که قرار بگیرند؛ یعنی یاران با ساقی معاشر شدند و به کمال وصال رسیدند. اما اگر فلک بینشان جدائی نیفکند. ایام وصالشان برای همیشه خواهد بود.

## بیت چهارم
به محبوبان قوت بازوی پرهیز مفروش یعنی به اینها استغنا نشان مده و پرهیزکاری مفروش زیرا در این خیل یک شهر و یک مملکت را با یک سوار می‌گیرند؛ یعنی یک محبوب می‌تواند اگر دلش بخواهد با یک نظر التفات یک شهر را عاشق خود کند و خانمانشان را خراب نماید پس با این وصف به اینها استغنا فروختن و از اینها پرهیز کردن مقدور بشر نیست.

## بیت پنجم
عجبا این ترک بچگان برای ریختن خون چقدر جسورند که با تیر مژه هر دم و هر نفس یک شکار تازه می‌کنند، یعنی هر ساعت خون یک عاشق را می‌ریزند.

## بیت ششم
با شعر لطیف و ناله نی رقص کردن خوش است؛ یعنی با ذوق و شوق اینها رقصیدن خیلی خوش و لذت‌بخش است به خصوص که در آن رقص دست نگاری را هم گرفته باشند یعنی با جمع بودن این شرایط رقص خوش است خصوصاً که دست یک جوان زیبا هم در دستت باشد.

## بیت هفتم
ای حافظ ابنای زمان غم مسکین را نمی‌خورند یعنی به فکر مسکینان نیستند پس اگر ممکن شود آن بهتر است که از میان اینها کنار گیرند یعنی اجتناب نمایند و گوشه‌ای بگیرند.